# Microsoft Expression Studio
Microsoft Expression Studio je sada nástrojů od společnosti Microsoft, která je určena vývojářům a designerům pro navrhování, tvorbu webových a klientských aplikací.

## Přehled
Microsoft představil Microsoft Expression 16. září 2005 na Professional Microsoft Developers Conference v Los Angeles. Microsoft Expression Encoder byl představen na výstavě NAB 2007. Microsoft Expression Studio byla uvolněna do výroby 30. dubna 2007. Novinky RTM byly oznámeny na MIX 07 konferenci společnosti Microsoft pro webové vývojáře a designéry.
Microsoft Expression Studio 2 byl propuštěn 1. května 2008. Toto vydání přináší všechny produkty v sadě na verzi 2, a nyní zahrnuje také Visual Studio Standard 2008. Microsoft Expression Studio je k dispozici i pro studenty jako stahování prostřednictvím programu Microsoft DreamSpark.
Microsoft Expression Studio 3 byl propuštěn 22. července 2009, Tato verze přináší všechny produkty v sadě na verzi 3, s významným zlepšením, zejména zaměřených na Silverlight 3. Expression Media je už součástí balíčku, zatímco všechny ostatní výrobky byly výrazně vylepšeny a obohaceny.
7. června 2010, byl propuštěn Expression Studio 4. Expression Studio 4 je bezplatný upgrade pro licencované Vyjádření uživatele Studio 3, ale pouze pro maloobchodní kopii.

## Omezení
Až do verze 2, Expression Web byl jedinou aplikací v sadě Expression Studio založené na Microsoft Office. Ve verzi 3, byla Expression Web přepsána ve Windows Presentation Foundation, v souladu se zbytkem Expression Suite. Výsledkem bylo kompletní přepsání funkcí, přizpůsobitelné panely nástrojů a nabídky, standardní barevné schéma Windows, kontrola pravopisu, DLL Addins souboru menu funkce exportu, drag and drop mezi vzdálenými lokalitami. Další funkce nefungují spolehlivě, nebo jsou neúplné, např.: Verzi 3 představil Expression Web, SuperPreview 3 (nástroj pro porovnávání a zobrazování stránek v různých prohlížečích). Také poznamenal, že byl nedostatek podpory pro propojení kořene relativní odkazy, které začínají s "/". Tato funkce byla přidána s vyjadřováním 3 Service Pack 1.
Verze Expression Encoder Pro 4 je k dispozici jako součást Expression Studio v programech jako je DreamSpark, BizSpark, WebsiteSpark a prostřednictvím MSDN Ultimate nezahrnuje royalty vznikem kodek a podpora standardů pro export ve formátu MP4 (H.264 video a AAC audio). To také nezahrnuje importní filtry pro TS, m2ts, AVCHD, MPEG-2 a AC-3 i když v případě třetí strany DirectShow filtry jsou nainstalovány, je možné importovat tyto formáty jako je bezplatná verze. Vyjádření Kodér Pro verze je k dispozici bez omezení. Bezplatná verze je dostupná pro každého a jsou zahrnuty v MSDN Premium, postrádá IIS Live Smooth Streaming a neomezené snímání obrazovky.
S vydáním Expression Studio 4, byly tři vydání, Expression Studio představil: Expression Studio 4 Web Professional (včetně Expression Encoder, Design a Web), Expression Studio 4 Premium (přidává Blend na suite) a Expression Studio Ultimate 4 (přidává SketchFlow). MSDN předplatitelé obdrží pouze SKU Expression Studio 4, které odpovídá jejich Visual Studio 2010 licenci. Jako takový, MSDN Premium uživatelé nedostanou SketchFlow.

## Aplikace
- Microsoft Expression Blend
- Microsoft Expression Design
- Microsoft Expression Encoder
- Microsoft Expression Media
- Microsoft Expression Web